# UB44
UB44 é o terceiro álbum de estúdio da banda UB40, lançado em 1982.

## Faixas
1. "So Here I Am" - 3:54
2. "I Won't Close My Eyes" [Remix] - 3:46
3. "Forget the Cost" - 4:22
4. "Love Is All Is Alright" [Remix] - 4:57
5. "The Piper Calls the Tune" - 3:50
6. "The Key" - 5:05
7. "Don't Do the Crime" - 4:12
8. "Folitician" [Remix] - 4:10
9. "The Prisoner" - 5:57